# Antonio Santelmo
Antonio Santelmo (Padula, 25 dicembre 1815 – Padula, 5 giugno 1881) è stato un patriota italiano.

## Biografia
Nacque a Padula nel 1815 da Michele Santelmo e Rosa Marrano. 
Iniziò ad avere i primi contatti con gli ambienti della carboneria già in tenera età, quando suo padre era in relazione con gli uomini che componevano la setta carbonara padulese intitolata a Muzio Scevola prendendo poi parte ai moti carbonari del 1820-21 e a quelli del 1828 nel Cilento, quest'ultimo guidato dal canonico Antonio Maria De Luca.
Nel 1848, Antonio risultava in contatto con gli uomini che stavano preparando la rivolta nel salernitano, in particolare con Costabile Carducci ed i fratelli calabresi Domenico e Giannandrea Romeo. Fu proprio in quegli anni che venne indicato, coi fratelli Francesco e Vincenzo, quale cospiratore e nemico del governo borbonico e vennero arrestati con l'accusa di lesa maestà e cospirazione. Il processo fu rimesso al Giudice Istruttore nel 1850 ed il 10 giugno 1851 furono assolti dalla Gran Corte Criminale di Salerno per non provata reità. Le sofferenze del carcere non affievolirono l'animo dei fratelli Santelmo, che, tornati a Padula, ricominciarono a cospirare contro il Governo, riprendendo i contatti con vecchi e nuovi patrioti, in primis il sacerdote Vincenzo Padula, i fratelli Magnone di Rutino ed il giovane medico Giovanni Matina, tra i principali riferimenti della cospirazione mazziniana nel Mezzogiorno. Nel luglio del 1852, la sorveglianza della polizia borbonica portò ad una retata in casa dei Santelmo ed Antonio e Francesco furono accusati di detenzione di libri proibiti, accusa per la quale vennero condannati ad un'ammenda di 200 ducati. Si preparava in quegli anni, con la ricostituzione del Comitato segreto mazziniano di Napoli, la spedizione nel Mezzogiorno comandata da Carlo Pisacane. Antonio fu uno dei motori della cospirazione e Padula, nella concezione del piano, doveva essere un punto di riferimento importante per i liberali della provincia. Infatti, da decenni il distretto di Sala ed il Cilento fornivano il grosso dei rivoluzionari campani. Fu questo uno dei motivi per cui Pisacane scelse di dare inizio alla sua spedizione. Il Cilento ed il Vallo di Diano erano luoghi in cui nel Risorgimento meridionale c'era il mito della terra patriottica per eccellenza, con tutti gli elementi ed i presupposti della rivoluzione, maturati in più di un decennio di lotte. Questa sorta di quartier generale, però, non aveva un'organizzazione capillare e molti suoi esponenti non erano mai venuti in contatto. Così, dopo gli arresti dei maggiori referenti del Comitato ed in particolare quello di Vincenzo Padula, avvenuto a Salerno nell'aprile del 1857, venne a mancare il collante che teneva saldi i democratici della provincia e che doveva permettere la realizzazione del piano ideato da Giovanni Matina. Dopo la disfatta della Spedizione di Sapri, Antonio venne arrestato, processato ed esiliato nel 1859 a Genova, dove pochi mesi dopo corse ad arruolarsi nelle file del primo drappello dei garibaldini. Fu tra i mille partiti da Quarto e fu inquadrato nella terza compagnia, detta dei savi, comandata dal barone Francesco Stocco. Nell'elenco ufficiale dei partecipanti alla spedizione garibaldina, pubblicato sulla Gazzetta Ufficiale del Regno d'Italia del 12 novembre 1878, si trova al n° 902. Ferito ad un ginocchio il 15 maggio nella battaglia di Calatafimi, fu insignito di medaglia d'argento e promosso luogotenente, ma fu costretto ad abbandonare il campo di battaglia e tornare nel Vallo di Diano, dove serviva il suo contributo per organizzare l'insurrezione e preparare la vittoriosa risalita di Garibaldi verso Napoli. Dopo l'Unità nazionale, Antonio continuò a vivere a Padula, dove sposò nel 1880 Maria Grazia Arato. Morì dopo appena un anno, il 5 giugno 1881.